# Лемур Эдвардса
Лемур Эдвардса (лат. Lepilemur edwardsi) — вид лемуров из семейства Лепилемуровые. Эндемик Мадагаскара. Видовое название дано в честь французского зоолога Альфонса Мильн-Эдвардса (1835—1900).

## Описание
Лемуры Эдвардса являются одними из самых крупных из семейства Лепилемуровых. Длина тела от 27 до 29 см, длина хвоста примерно равна длине тела. Вес от 700 до 1000 грамм. Шерсть серо-коричневая, кончик хвоста белый. У некоторых особей посередине спины тёмная полоса. Половой диморфизм не выражен.

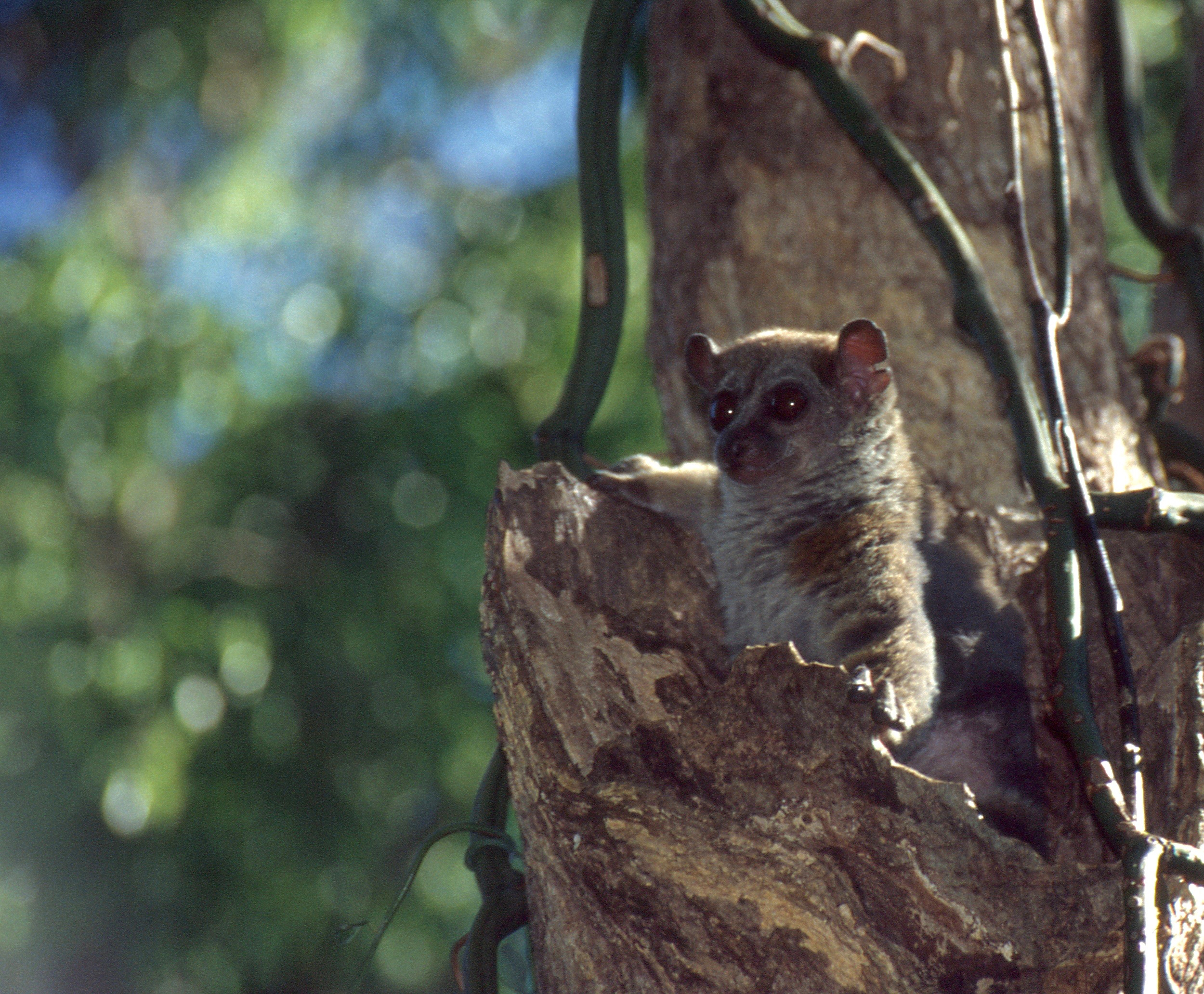
Лемур Эдварса в национальном парке Анкарафанцика
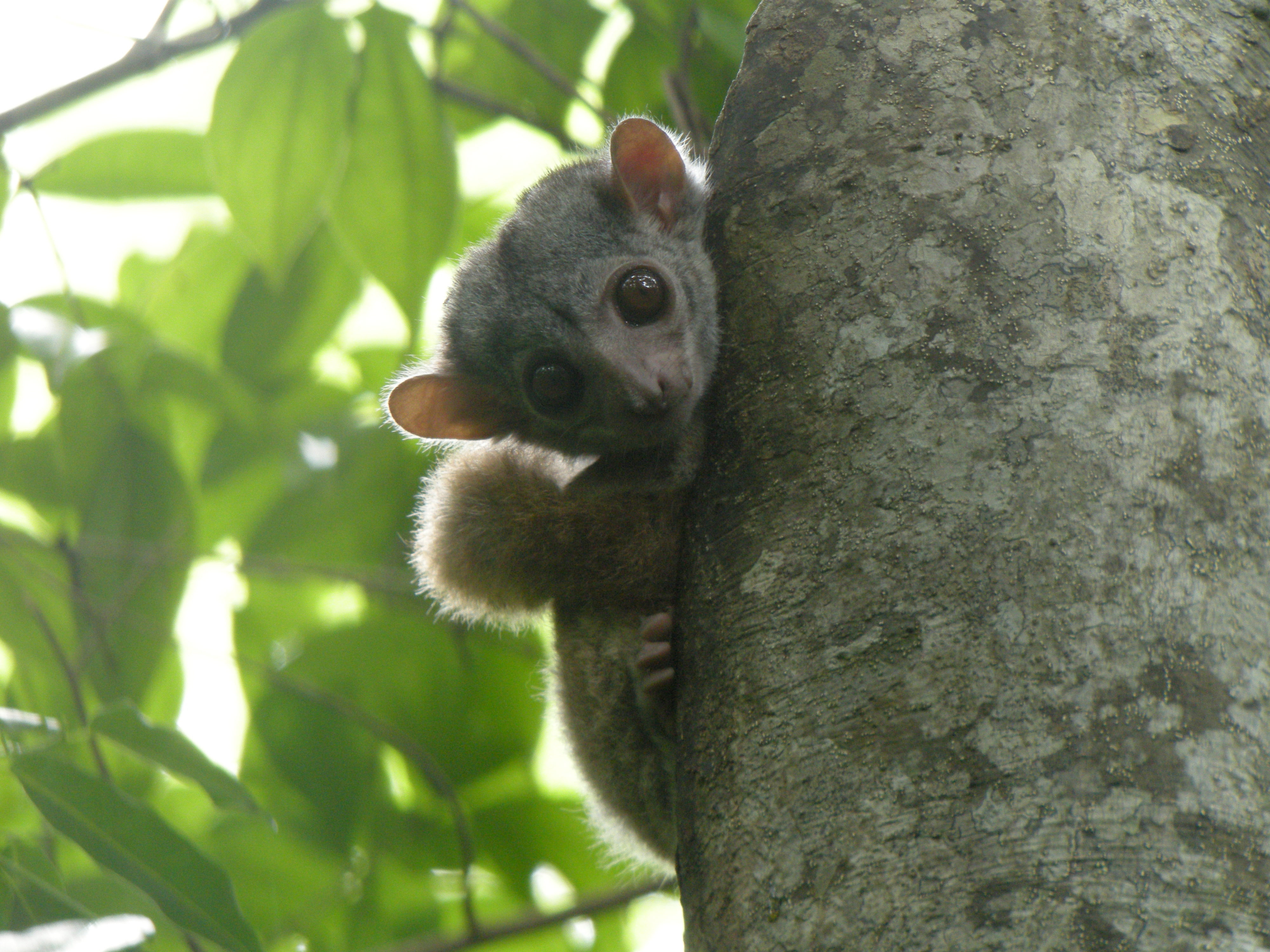
Лемур выглядывает из-за дерева

## Распространение
Встречается в сухих листопадных лесах западного Мадагаскара, ареал простирается от реки Бецибука до реки Махаямба.

## Поведение

### Образ жизни
Ареал лемуров сильно фрагментирован, что связано с наличием подходящей среды обитания. Плотность популяции в национальном парке Анкарафанцика оценивается в 60 особей на км2. Активны ночью, днём спят в дуплах деревьев. Моногамны. Образуют семейные пары, занимающие каждая свою территорию.

### Размножение
Брачный сезон с мая по июнь, что совпадает с началом сухого сезона. Течка у самок ежегодно с мая по июль. Беременность длится от 4 до 5 месяцев, в помёте обычно один детёныш.

## Статус популяции
В прошлом площадь ареала составляла менее 20 тыс. км², ареал в настоящее время сильно фрагментирован и продолжает сокращаться из-за роста антропогенной нагрузки и роста населения Мадагскара. За последние 20 лет, к 2018 году, численность этого вида сократилась примерно на 50 %. Из-за разрушения среды обитания, обезлесения под пастбища и другие сельхозугодья, охоты, Международный союз охраны природы в 2014 году присвоил этому виду охранный статус «Вымирающий вид».